# Schönberg, Stendal
Schönberg là một đô thị thuộc huyện Stendal, bang Sachsen-Anhalt, Đức. Đô thị Schönberg, Stendal có diện tích 21,47 kilômét vuông, dân số thời điểm ngày 31 tháng 12 năm 2006 là 563 người.